# Arturo Sarukhán
Arturo Sarukhán Casamitjana (Ciudad de México, 14 de septiembre de 1963) es un diplomático mexicano. Es hijo del exrector de la Universidad Nacional Autónoma de México, José Sarukhán Kermez.

## Biografía
Hijo de José Sarukhán Kermez, un mexicano de origen armenio y turco; sus abuelos paternos escaparon del Genocidio armenio. Su madre Adelaida Casamitjana Vives era hija de refugiados españoles de origen catalán.
Licenciado en Relaciones Internacionales por El Colegio de México, con estudios en Historia por la UNAM y maestría en Relaciones Internacionales por la Universidad Johns Hopkins en Washington D. C..
En su carrera diplomática ha sido asesor del secretario de Relaciones Exteriores Fernando Solana en política internacional. También ha sido asesor de Rosario Green como canciller, de Jorge Montaño como embajador de México ante Estados Unidos, y coordinador de asesores de Jorge Castañeda como canciller.
Fue embajador de México ante el OPANAL, encargado de la embajada de México ante Estados Unidos de temas de narcotráfico y cónsul general de México en Nueva York. Renunció a dicho cargo para ser coordinador de asesores en política internacional del entonces candidato Felipe Calderón, por ello se le mencionó como el posible canciller. No obstante, fue designada Patricia Espinosa Cantellano en el cargo y Sarukhán fue nombrado embajador de México ante Estados Unidos.